# Looking Glass Rock

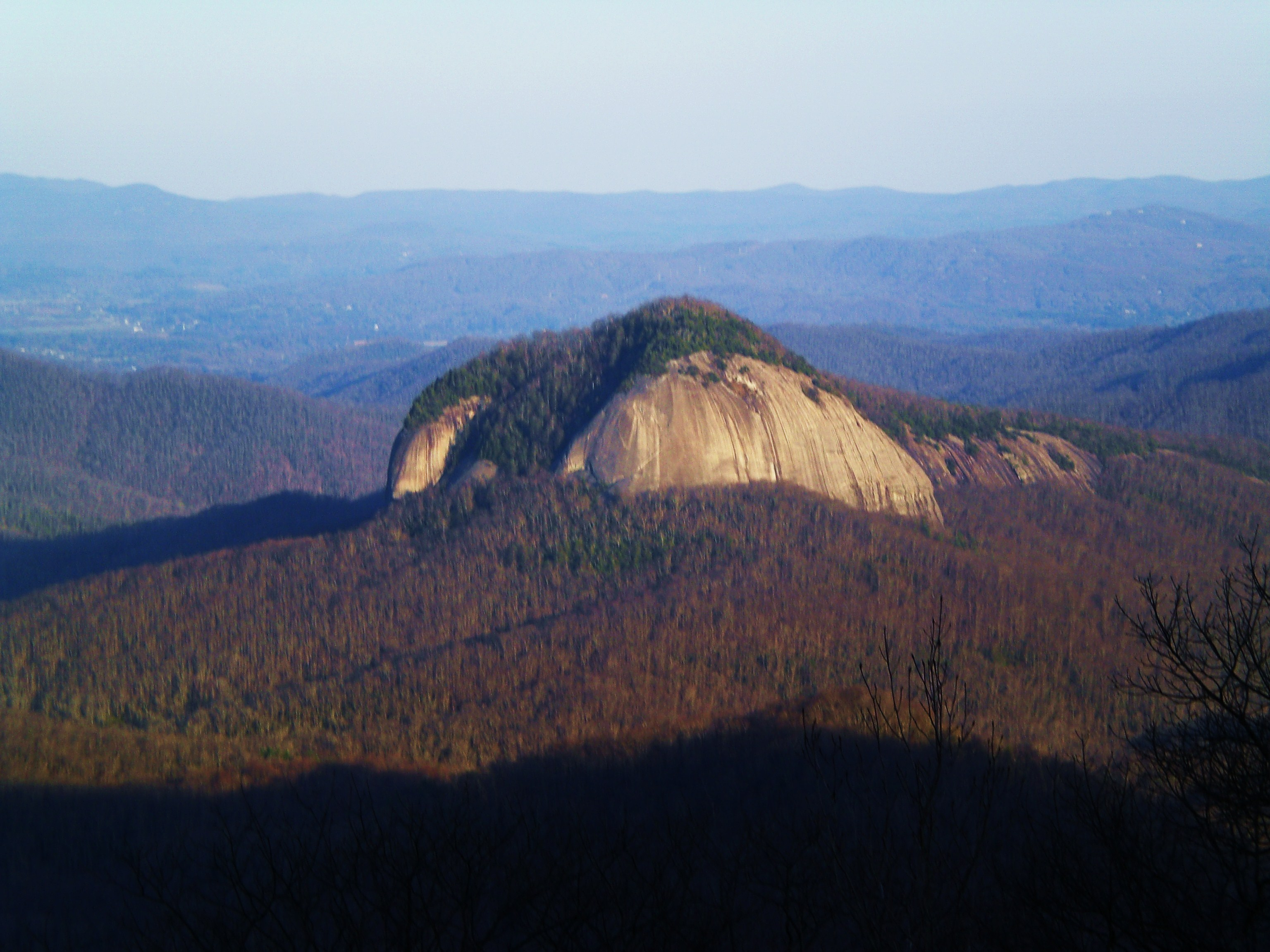
La Looking Glass Rock.

Looking Glass Rock (in lingua inglese: Roccia dello specchio) è un monolito plutonico situato nei Monti Appalachi, nella parte occidentale della Carolina del Nord, negli Stati Uniti d'America.
La denominazione è collegata al granito di cui è costituita e che riflette la luce del sole al mattino quasi come uno specchio.

## Descrizione
Il monolito è situato nella Foresta nazionale di Pisgah, 5,5 miglia (8,9 km) a nordovest della cittadina di Brevard e 25 miglia (40 km) a sudovest di Asheville, nella Carolina del Nord.
La montagna si eleva dal fondo valle e raggiunge un'altezza di 3 969 piedi (1 210 m). Sulla sommità è presente una lastra piana che può essere utilizzata come elisuperficie.
La vetta può essere raggiunta percorrendo alcuni sentieri che partono dalla strada forestale Forest Service Road 475 e 475B. I percorsi hanno pendenze da moderate a più impegnative e permettono di raggiungere la vetta in circa 5 km superando un dislivello di circa 550 m. Dalla sommità si gode un discreto panorama che spazia dalla strada di collegamento Blue Ridge Parkway fino ai circostanti monti della Contea di Transylvania. Il monolito è anche un popolare sito per gli appassionata di arrampicata, con dozzine di vie tracciate sulle pareti nord, sud e sulle varie prominenze.